# BL 10 pounder
L'Ordnance BL 10 pounder mountain gun era un cannone da montagna sviluppato come sostituto del RML 2.5 inch, diventato obsoleto dopo la seconda guerra boera.

## Storia

### Sviluppo
Questo cannone a retrocarica era una evoluzione del RML 2.5 inch ad avancarica, tuttavia non ancora dotato di freno di sparo e recuperatore. Poteva essere scomposto in 4 carichi di circa 90 kg per il trasporto, tipicamente su muli. Originariamente era privo di scudo, che venne installato durante la prima guerra mondiale, come a Nairobi nel 1914 per la campagna dell'Africa Orientale Tedesca e a Suez nel 1915 per la campagna di Gallipoli.
A partire dal 1915, il BL 10 pounder iniziò ad essere rimpiazzato dal BL 2.75 inch Mountain Gun, ma era ancora l'arma principale dell'artiglieria da montagna quando la prima guerra mondiale ebbe inizio.

### Prima guerra mondiale
I cannoni della 26th Mountain Battery del British Indian Army furono i primi dell'artiglieria imperiale britannica ad aprire il fuoco nel Medio Oriente nella prima guerra mondiale, il 26 gennaio 1915 a Kantara contro i turchi in avanzanta verso il canale di Suez.
Il cannone venne impiegato durante la campagna di Gallipoli nel 1915 da due unità del British Indian Army, la 21st (Kohat) Mountain Battery (Frontier Force) e la 26th (Jacobs) Mountain Battery della 7th Indian Mountain Brigade, con 6 cannoni ciascuna, e da un'unità della Territorial Force scozzese, la 4th Highland (Mountain) Brigade, Royal Garrison Artillery (batterie Argyllshire e Ross & Cromarty, con 4 cannoni ciascuna) a Capo Helles e poi a Suvla. La 21st Battery ricevette il titolo di "Royal" nel 1922 per le sue azioni inclusa Gallipoli, unico caso per una batteria.

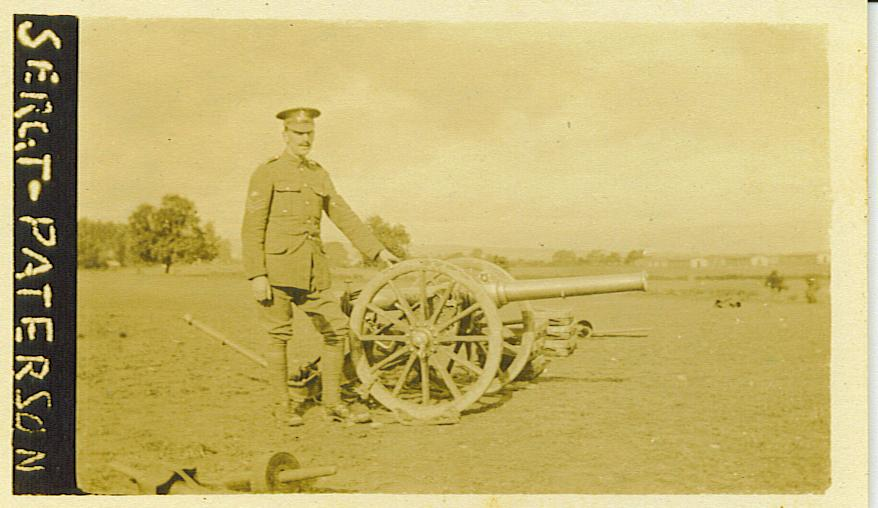
Sergente Paterson della 4th Highland (Mountain) Brigade, 1915 circa.

Vi sono prove che i difensori turchi a Gallipoli utilizzarono a loro volta dei BL 10 pounder, acquistati prima della guerra dalla Nuova Zelanda: le truppe ANZAC trovarono infatti granate da 10 pounder inesplose tirate prodotte in India ma non sparate dai propri cannoni.
Nella campagna dell'Africa Orientale Tedesca si distinsero le seguenti batterie indiane equipaggiate con il cannone BL 10 pounder:
- 27th Mountain Battery (6 cannoni), parte della Indian Expeditionary Force C, dal 27 agosto 1914 al 2 gennaio 1918.
- 28th Mountain Battery (6 cannoni), giunta in Africa il 30 ottobre 1914 con la Indian Expeditionary Force B, rientrata in India nel dicembre 1916. Il primo impiego operativo dell'unità avvenne con i cannoni fissati al ponte della nave da trasporto HM Bharata, che aprirono il fuoco a supporto della fallimentare battaglia di Tanga del 3 e 4 novembre 1914[7].
- 1st Kashmir Battery (4 cannoni) giunta in Africa il 5 dicembre 1916, rientrata in India il 2 febbraio 1918.
- 24th Hazara Mountain Battery (Frontier Force), in servizio in Africa Orientale dal 26 aprile 1917 con 6 cannoni rilevati dalla 28th Battery[8]. Da un diario di guerra: Ndundwala 2 luglio 1917... una sezione è entrata in azione e ha sparato 87 colpi shrapnel contro il punto di attraversamento nemico del fiume a 750 yarde dal nemico. Un osservatore avanzato ha riportato tre colpi diretti a segno sul parapetto. Il 19 agosto 1917 il diario riporta: costruita una postazione a 150 yarde dal nemico... canne datate 1901 sono pessime e si sono verificati alcune mancate accensioni... durante gli ultimi 15 giorni sono stati sparati 548 shrapnel, 35 granate HE e 4 granate illuminanti a una distanza media di 1.000 yarde[9]. La batteria rientrò in India nel novembre 1918.
- 22nd (Derajat) Mountain Battery (Frontier Force), giunta in Africa Orientale il 18 dicembre 1916 a rilevare la 28th Battery che rientrò in India[10]. L'unità, inizialmente equipaggiata con il BL 10 pounder, venne riequipaggiata poco dopo con l'obice QF 3.7 inch, utilizzandoli per la prima volta in azione contro le posizioni tedesche di Medo l'11 aprile 1918[11]. La batteria rientrò in India nel novembre 1918.

## Esemplari esistenti

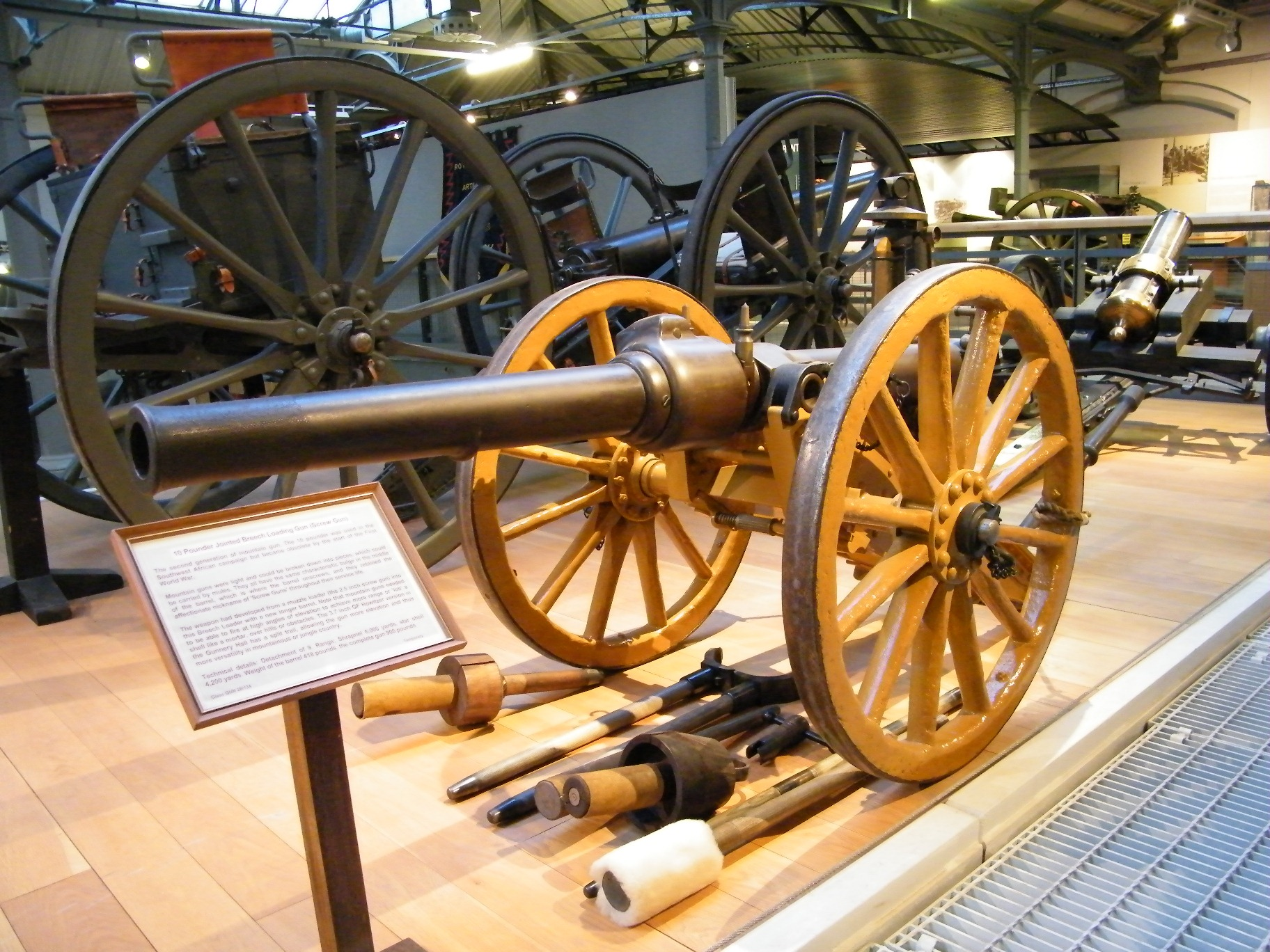
BL 10 Pounder Mountain Gun esposto al Royal Artillery Museum.

- Royal Artillery Museum, Woolwich, Londra. Archiviato il 26 aprile 2016 in Internet Archive.